# José Manuel Parada Alvite
José Manuel Parada Alvite (Santa Uxía de Riveira, La Coruña, España, conocido como Suco II, es un exfutbolista español que se desempeñaba como delantero. Es el hermano del también futbolista Andrés Parada Alvite.

## Clubes
| Club                | País   | Año       |
| ------------------- | ------ | --------- |
| R. C. Celta de Vigo | España | 1963-1972 |
| Pontevedra C. F.    | España | 1972-1973 |